# Teodor Kramer
Teodor Antoni Kramer (ur. 27 marca 1926 w Ostrowie, zm. 2014) – polski ekonomista, prof. zw. dr hab., specjalista w zakresie ekonomiki obrotu towarowego, marketingu i polityki rynkowej.

## Życie i działalność
Ukończył studia na Wyższej Szkole Ekonomicznej w Poznaniu w 1953 roku, uzyskał doktorat w 1959 roku. W latach 1950–1955 był członkiem ZMP, od 1960 roku należał do PZPR. W latach 1951–1962 był pracownikiem Wyższej Szkoły Ekonomicznej w Poznaniu, a następnie Wyższej Szkoły Ekonomicznej we Wrocławiu, gdzie pełnił między innymi obowiązki kierownika Katedry Ekonomiki Obrotu Towarowego i Usług (1962–1969), prorektora (1967–1972) oraz  dyrektora Instytutu Handlu i Usług (1973–1979). Następnie od 1979 r., był wykładowcą Akademii Ekonomicznej w Katowicach (obecnie Uniwersytet Ekonomiczny w Katowicach), uzyskując w międzyczasie w 1974 r., tytuł prof. zw. dr hab. nauk ekonomicznych. W ramach AE w Katowicach piastował obowiązki dyrektora Instytutu Rynku i Konsumpcji (1979–1987), prorektora (1987–1990) oraz kierownika Katedry Marketingu (1990–1996). W latach 1976–1986 piastował funkcję przewodniczącego Rady Naukowej Instytutu Handlu Wewnętrznego i Usług w Warszawie. Był członkiem Komitetu Nauk Ekonomicznych PAN (1987–1990 i 1996–1999). W 2001 został wyróżniony tytułem doktora honoris causa Akademii Ekonomicznej we Wrocławiu.

## Wybrane odznaczenia[3][4]
- Krzyż Komandorski Orderu Odrodzenia Polski (1997)
- Krzyż Oficerski Orderu Odrodzenia Polski (1984)
- Krzyż Kawalerski Orderu Odrodzenia Polski (1973)
- Złoty Krzyż Zasługi (1969)
- Medal 30-lecia Polski Ludowej
- Srebrny Medal „Za zasługi dla obronności kraju”
- Zasłużony Nauczyciel PRL
- Zasłużony dla Dolnego Śląska
- Budowniczy Miasta Wrocławia